# Senryū shōjo
Senryū shōjo (jap. 川柳少女) – manga autorstwa Masakuniego Igarashiego, publikowana na łamach magazynu „Shūkan Shōnen Magazine” wydawnictwa Kōdansha od października 2016 do kwietnia 2020.
Na jej podstawie studio Connect wyprodukowało serial anime, który emitowano od kwietnia do czerwca 2019.

## Fabuła
Historia opowiada o relacji pomiędzy Nanako Yukishiro, dziewczyną, która komunikuje się wyłącznie poprzez senryū zapisane na tanzaku, a Eijim Busujimą, byłym delikwentem próbującym napisać własne senryū.

## Bohaterowie
- Nanako Yukishiro (jap. 雪白 七々子 Yukishiro Nanako)

Seiyū: Kana Hanazawa 
- Eiji Busujima (jap. 毒島 エイジ Busujima Eiji)

Seiyū: Tasuku Hatanaka 
- Amane Katagiri (jap. 片桐 アマネ Katagiri Amane)

Seiyū: Sayuri Yahagi 
- Koto Ōtsuki (jap. 大月 琴 Ōtsuki Koto)

Seiyū: Rikako Aida 
- Kino Yakobe (jap. 矢工部 キノ Yakobe Kino)

Seiyū: Misaki Kuno 
- Tao Hanakai (jap. 花買 タオ Hanakai Tao)

Seiyū: Sumire Uesaka 
- Hanabi Busujima (jap. 毒島 花火 Busujima Hanabi)

Seiyū: Suzuko Hara 

## Manga
Seria ukazywała się w magazynie „Shūkan Shōnen Magazine” od 9 października 2016 do 22 kwietnia 2020. Wydawnictwo Kōdansha zebrało jej rozdziały w 13 tankōbonach, wydawanych od 17 kwietnia 2017 do 17 czerwca 2020.
| Nr | Data wydania (język japoński) | ISBN (język japoński)  |
| -- | ----------------------------- | ---------------------- |
| 1  | 17 kwietnia 2017              | ISBN 978-4-06-395885-0 |
| 2  | 17 lipca 2017                 | ISBN 978-4-06-510061-5 |
| 3  | 17 października 2017          | ISBN 978-4-06-510309-8 |
| 4  | 16 lutego 2018                | ISBN 978-4-06-510968-7 |
| 5  | 15 czerwca 2018               | ISBN 978-4-06-511619-7 |
| 6  | 14 września 2018              | ISBN 978-4-06-512603-5 |
| 7  | 17 grudnia 2018               | ISBN 978-4-06-513485-6 |
| 8  | 15 marca 2019                 | ISBN 978-4-06-514442-8 |
| 9  | 17 czerwca 2019               | ISBN 978-4-06-515310-9 |
| 10 | 17 lipca 2019                 | ISBN 978-4-06-515691-9 |
| 11 | 17 października 2019          | ISBN 978-4-06-516448-8 |
| 12 | 17 lutego 2020                | ISBN 978-4-06-516448-8 |
| 13 | 17 czerwca 2020               | ISBN 978-4-06-518850-7 |

## Anime
Adaptacja w formie telewizyjnego serialu anime została zapowiedziana 6 grudnia 2018. Animacją zajęło się studio Connect, za reżyserię i scenariusz odpowiadał Masato Jinbo, a za projekty postaci Maki Hashimoto. Seria była emitowana od 6 kwietnia do 22 czerwca 2019 w bloku programowym Animeism na antenach MBS, TBS i BS-TBS. Sonoko Inoue wykonała motyw otwierający, zatytułowany „Kotonoha no Omoi” (jap. コトノハノオモイ), natomiast Rikako Aida zaśpiewała motyw kończący, „Ordinary Love”.